# Oreopanax cecropifolius
Oreopanax cecropifolius är en araliaväxtart som beskrevs av José Cuatrecasas. Oreopanax cecropifolius ingår i släktet Oreopanax och familjen Araliaceae. Inga underarter finns listade.